# マウリシオ・ソレール
マウリシオ・ソレール（Mauricio Soler、1983年1月14日- ）は、コロンビア・ラミリキ出身の自転車競技選手。

## 経歴
プロ選手となったのは2006年、アクア&サポーネチームに加入してからだが、2003年～2005年の間、コロンビアの国内レースで大活躍していた。
2006年、フランスのステージレース、シルキュイ・ド・ロレーヌで総合優勝。
2007年イギリスのプロチーム、バルロワールドに移籍。
- ミラノ〜トリノでは、優勝のダニーロ・ディルーカと同タイムの2位に入る。
- 初出場となったツール・ド・フランスでは、第9ステージにおいて、ガリビエ峠をトップで通過すると、そのまま押し切って区間優勝。さらにマイヨ・ブラン・ア・ポワ・ルージュ（山岳賞）まで獲得した（総合11位）。
- さらにその後行われたスペインのステージレース、ブエルタ・ア・ブルゴスにおいて、アレハンドロ・バルベルデを2秒差で退け、総合優勝を果たした。

2010年、ケス・デパーニュ（現 モビスター）に移籍。
2011年
- ツール・ド・スイス 区間1勝(第2ステージ)したものの、第6ステージで落車し頭蓋骨骨折の重傷を負う。

2012年7月18日、自転車競技から引退することを表明した。

## 主な戦績
2004年
- Vuelta de la Juventud 総合優勝

2005年
- Clásica Club Deportivo Boyacá 総合優勝
- Clasica de Pasca 総合優勝
- GP Cootranspensilvania 総合優勝

2006年
- シルキュイ・ド・ロレーヌ 総合優勝。1区間優勝。

2007年
- ツール・ド・フランス 山岳賞。第9ST優勝。
- ブエルタ・ア・ブルゴス 総合優勝。1区間優勝。
- ミラノ〜トリノ 2位。

2009年
- ジロ・デ・イタリア第4st4位